# Candezoides
Candezoides is een geslacht van kevers uit de familie bladkevers (Chrysomelidae).
De wetenschappelijke naam van het geslacht werd in 1891 gepubliceerd door Duvivier.

## Soorten
- Candezoides quatuordecimnotata (Fairmaire, 1889)